# Paroo Shire
Koordinaten: 28° 4′ S, 145° 41′ O

Das Shire of Paroo ist ein lokales Verwaltungsgebiet (LGA) im australischen Bundesstaat Queensland. Das Gebiet ist 47.613 km² groß und hat etwa 1640 Einwohner.

## Geografie
Das Shire liegt im Süden des Staats an der Grenze zu New South Wales etwa 720 km westlich der Hauptstadt Brisbane.
Größte Ortschaft und Verwaltungssitz der LGA ist Cunnamulla mit etwa 1000 Einwohnern. Weitere Ortschaften sind Barringun, Coongoola, Cunnamulla, Cuttaburra, Eulo, Humeburn, Hungerford, Jobs Gate, Linden, Nebine, Noorama, Tuen, Widgeegoara, Wyandra und Yowah.

## Geschichte
Nach der Erforschung in den 50er Jahren des 19. Jahrhunderts begann zögernd die Besiedlung des Gebiets, besonders um die Wasserstelle beim heutigen Cunnamulla. 1879 wurde die lokale Verwaltung des Paroo Shire eingerichtet.

## Verwaltung
Der Paroo Shire Council hat fünf Mitglieder. Der Mayor (Bürgermeister) und vier weitere Councillor werden von allen Bewohnern des Shires gewählt. Die LGA ist nicht in Wahlbezirke unterteilt.